# Heiligenstadtská závěť

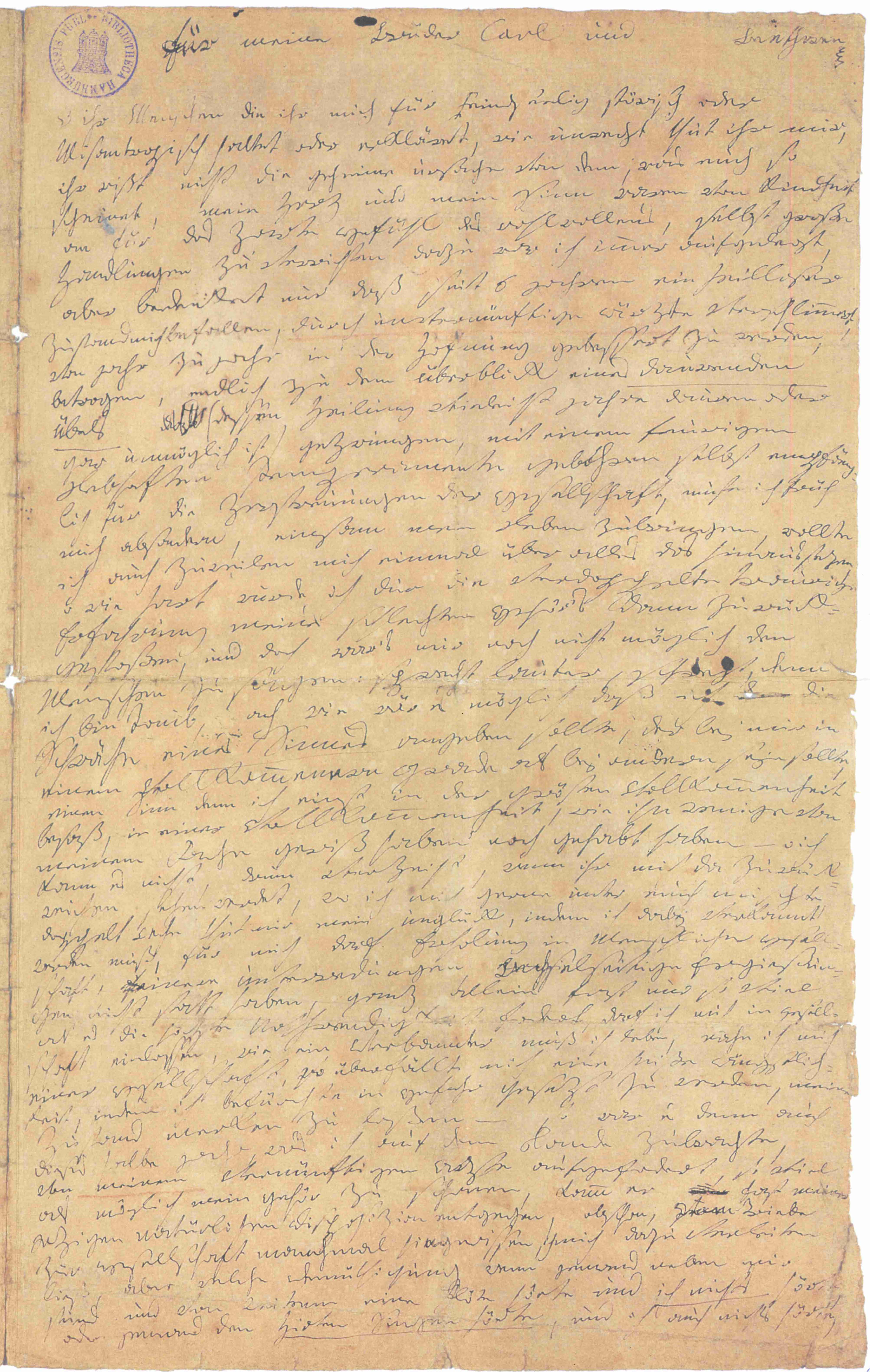
Přesná kopie (faksimile) Heiligenstadtské závěti

Heiligenstadtská závěť či Heiligenstadtský testament (v německém originále Heiligenstädter Testament) je dopis, který dne 6. října 1802 napsal skladatel Ludwig van Beethoven v Heiligenstadtu svým bratrům Carlovi a Johannovi.
V dopise zmiňuje své zoufalství nad narůstající hluchotou, dokonce i úvahy o sebevraždě, neutuchající touhu překonat své fyzické a citové neduhy a dokončit svůj umělecký osud. Beethoven dopis uschoval mezi své soukromé dokumenty a pravděpodobně jej nikdy nikomu neukázal. Po jeho smrti v březnu 1827 dopis objevili Anton Schindler a Stephan von Breuning, kteří jej v říjnu následujícího roku nechali zveřejnit.
Carlovo jméno se objevuje na místech, kde by se mělo objevit jméno Johann. Místa, kde by se mělo nacházet jméno Johann, jsou ponechána prázdná (jako v pravém horním rohu přiloženého obrázku). Existuje několik domněnek, proč tomu tak je – od Beethovenovy nejistoty, zda by na tomto kvazilegálním dokumentu mělo být použito Johannovo celé jméno (Nikolaus Johann), přes jeho smíšené pocity náklonnosti k bratrům až po přenesení celoživotní nenávisti k alkoholickému násilnickému zesnulému otci, který se rovněž jmenoval Johann.
Originál dokumentu je od roku 1888 uložen ve Státní univerzitní knihovně Carla von Ossietzkého na univerzitě v Hamburku, jako dar od švédské zpěvačky Jenny Lindové a jejího manžela Otta Goldschmidta.